# Esslinger Triebwagen
Der Esslinger Triebwagen ist ein im Jahr 1951 erstmals ausgelieferter Dieseltriebwagen für nichtbundeseigene Eisenbahnen.

## Geschichte
Der Esslinger Triebwagen, kurz „Esslinger“, wurde Anfang der 1950er Jahre von der Maschinenfabrik Esslingen für Klein- und Privatbahnen entwickelt. In zwei Bauserien entstanden insgesamt 31 Triebwagen (VT), hinzu kamen acht Beiwagen (VB) und elf Steuerwagen (VS).
Die erste Serie wurde von 1951 bis 1957 gebaut. Diese Fahrzeuge hatten die Fensterteilung 3–5–3, bis 1954 drei Stirnfenster und wirkten insgesamt etwas runder. Die zweite Serie wurde ab 1958 gefertigt. Deren Fahrzeuge waren 1,5 Meter länger, die Fensterteilung war 4–4–4. Neben den zwei Stirnfenstern hatten sie auch je ein Fenster in der Ecke und eine tiefere Schürze.
Von der ersten Bauserie wurden 25 Triebwagen, sechs Beiwagen und vier Steuerwagen dem Betrieb übergeben, von der zweiten Bauserie sechs Triebwagen, vier Beiwagen und fünf Steuerwagen.
Insgesamt wurden achtzehn verschiedene Bahnbetriebe mit Triebwagen beliefert. Durch die Einstellung vor allem norddeutscher Bahnen kamen die meisten der Fahrzeuge nach Süddeutschland.
| Hergestellte Einheiten                         | Hergestellte Einheiten | Hergestellte Einheiten | Hergestellte Einheiten | Hergestellte Einheiten | Hergestellte Einheiten | Hergestellte Einheiten |
|                                                | Triebwagen             | Triebwagen             | Beiwagen               | Beiwagen               | Steuerwagen            | Steuerwagen            |
| Bahngesellschaft                               | 1. S.                  | 2. S.                  | 1. S.                  | 2. S.                  | 1. S.                  | 2. S.                  |
| ---------------------------------------------- | ---------------------- | ---------------------- | ---------------------- | ---------------------- | ---------------------- | ---------------------- |
| Farge-Vegesacker Eisenbahn                     | 2                      |                        |                        |                        | 1                      |                        |
| Württembergische Eisenbahn-Gesellschaft        | 2                      |                        |                        |                        |                        |                        |
| Altona-Kaltenkirchen-Neumünster                | 3 *                    |                        |                        |                        | 2                      |                        |
| Kleinbahn Bielstein–Waldbröl                   | 1                      |                        |                        |                        |                        |                        |
| Bergedorf-Geesthachter Eisenbahn               | 2 *                    |                        |                        |                        |                        |                        |
| Bentheimer Eisenbahn                           | 3 *                    | 1                      | 2                      | 2                      | 1                      |                        |
| Rinteln-Stadthagener Eisenbahn                 | 1                      |                        |                        |                        |                        |                        |
| Teutoburger Wald-Eisenbahn                     | 1                      |                        |                        |                        |                        |                        |
| Moselbahn                                      | 3                      |                        |                        |                        |                        |                        |
| Deutsche Eisenbahn-Betriebsgesellschaft        | 3                      | 1                      | 1                      | 2                      |                        |                        |
| Hildesheim-Peiner Kreis-Eisenbahn-Gesellschaft | 1                      |                        |                        |                        |                        |                        |
| Butzbach-Licher Eisenbahn                      | 1                      |                        |                        |                        |                        |                        |
| Kahlgrund Verkehrs-GmbH                        | 1                      |                        |                        |                        |                        |                        |
| Kleinbahn Neheim-Hüsten–Sundern                |                        |                        | 1                      |                        |                        |                        |
| Kleinbahn Niebüll–Dagebüll                     | 1                      |                        |                        |                        |                        |                        |
| Kleinbahn Kiel–Segeberg                        |                        |                        |                        |                        | 1                      |                        |
| Kiel-Schönberger Eisenbahn                     |                        |                        |                        |                        | 1                      | 1                      |
| Frankfurt-Königsteiner Eisenbahn               |                        | 4                      |                        |                        |                        | 4                      |
| Summe                                          | 25                     | 06                     | 04                     | 04                     | 06                     | 05                     |
| * = einmotorig                                 |                        |                        |                        |                        |                        |                        |

| Bezeichnung(en)                                                   | Fabrik-nummer | Baujahr | Bahngesellschaften | Motoren                                                         | Achsfolge                  | | Erhalten               |
| ----------------------------------------------------------------- | ------------- | ------- | --- | --------------------------------------------------------------- | -------------------------- | --- | ---------------------- |
| T21 FVE VT21 TWE                                                  | 23341         | 1951    | 1951–1962: FVE 1962–1975: TWE | 1951: 2× MAN 150 PS 1962: 2× KHD 220 PS 19??: 2× Büssing 150 PS | (1A)(A1)                   | 1975 zerlegt | Nein                   |
| T20 FVE VT20 TWE                                                  | 23342         | 1951    | 1951–1962: FVE 1962–1973: TWE | 1951: 2× MAN 150 PS 1962: 2× KHD 220 PS 19??: 2× Büssing 150 PS | (1A)(A1)                   | 1973 zerlegt | Nein                   |
| T10 WN VT402 WEG VT402 ESG T10 SDN                                | 23343         | 1951    | 1951: WN 1985: WEG 2000: ESG 2007: SDN 20??: Igeba                                                                                      | 1951: 2× MAN 150 PS 1968: 2× Büssing 210 PS                     | (1A)(A1)                   | Fahrzeug seit 2000 abgestellt | Ja (Stand 2015)        |
| VT6 AKN VT111 SWEG VB236 WEG                                      | 23349         | 1951    | 1951: AKN 1964: SWEG 2000: RHEB 2009: DBK 2013: privat                                                                                  | 1951: 1× MAN 300 PS 1981: Ohne Motor                            | B’2’ 1981: 2’2’            | 1981 Umbau zum Beiwagen | Ja (Stand 2020)        |
| VT7 AKN VT26 TAG VT90 FKE VT03 RAG/RBG 05 BBG DTW01 CLR           | 23350         | 1951    | 1951–1963: AKN 1963–1966: TAG 1966–1977: FKE 1977–2001: RAG 2001–2005: BBG 2005–2017: Privat 2017–: CLR                                 | 1951: 1× MAN 300 PS 1993: 1× Caterpillar 306 PS                 | B’2’ 1981: 2’2’ 1993: B’2’ | | Ja (Stand 2022)        |
| VS160 FVE VS 60 TWE VB160 TWE VB06 LLK VB26 RBG VS26 RBG          | 23371         | 1951    | 1951–1959: FVE 1959–1969: TWE 1969–1973: LLK 1973–1994:                                                                                 |                                                                 | 2’2’                       | Zwischenzeit nur Beiwagen; 1987 abgestellt 1994 zerlegt                                                                                        | Nein                   |
| T33 OVAG GDT0519 OHE                                              | 23372         | 1951    | 1951–1957: OVAG 1957–1978: OHE | 2× MAN 150 PS                                                   | (1A)(A1)                   | 1978 zerlegt | Nein                   |
| T3 BGE VT9 AKN VT04 RBG VT3 GE                                    | 23384         | 1951    | 1951–1955: BGE 1955–1963: AKN 1963–1986: RBG 1986–2005: GE                                                                              | 1× MAN 300 PS                                                   | B’2’                       | 2005? zerlegt | Nein                   |
| T4 BGE VT10 AKN VT110 SWEG VT110 DEW VT110 KML                    | 23385         | 1951    | 1951–1955: BGE 1955–1963: AKN 1963–1985: SWEG 1985–2000: DEW 2000–: KML                                                                 | 1 × MAN 300 PS                                                  | B’2’                       | | Ja (Stand 2022)        |
| VT1 BE VT91 FKE VT07 RAG/RBG                                      | 23436         | 1952    | 1952–1972: BE 1972–1977: FKE seit 1977: RAG/RBG                                                                                         | 1× DB 400 PS                                                    | B’2’                       | Museumsfahrzeug für Wanderbahn im Regental | Ja (Stand 2024)        |
| VT2 BE VT05 LLK VT05 RAG/RBG                                      | 23437         | 1952    | 1952–1970: BE 1970–1973: LLK seit 1973: RAG/RBG                                                                                         | 1 × DB 400 PS                                                   | B’2’                       | abgestellt am Triebwagenschuppen in Viechtach                                                                                                  | Ja (Stand 2024)        |
| VT3 BE VT10 HzL VT06 LLK VT06 RAG/RBG                             | 23438         | 1952    | 1952–1971: BE 1971–1973: HzL 1973: LLK 1973–2001: RAG/RBG                                                                               | 1 × DB 400 PS                                                   | B’2’                       | 2001 zerlegt | Nein                   |
| VB22 BE VB22 FKE VB167 KVG                                        | 23439         | 1952    | 1952–1972: BE 1972–1974: FKE 1974–1995: KVG 1995–2021: Pfalzbahn                                                                        | -                                                               | 2’2’                       | | Nein                   |
| VB21 BE VS21 BE VS21 HzL VS01 LLK VS11 RBG VM11 RBG VM11 BBG      | 23440         | 1952    | 1952–1971: BE 1971–1973: HzL 1973: LLK 1973–2001: RBG 2001–2005: BBG 2005–2017: Privat seit 2017: CLR                                   |                                                                 | 2’2’                       | 1957 Umbau zu VS; 1992 Rückbau zu VM | ja (Stand 2017)        |
| VB23 BE                                                           | 23441         | 1952    | 1952–1974: BE 1974–1993: Italien 1993–??: Italien                                                                                       |                                                                 | 2’2’                       | 1974 Verkauf an Società Veneta Autoferrovie, Italien                                                                                           | ?                      |
| T20 WEG VT403 WEG VT403 Brücke e. V.                              | 23493         | 1952    | 1952–1999: WEG 1999–2002: Brücke e. V.                                                                                                  | 2× Büssing 150 PS 2× Büssing 180 PS 2× Büssing 210 PS           | (1A)(A1)                   | ca. 2002 zerlegt | Nein                   |
| VT61 RStE VT3 HzL VT3 EFZ VT3 WTB                                 | 23494         | 1952    | 1952–1965: RSTE 1965: TWE 1965–1968: RSTE 1968–1993: HzL 1993–1994: EFZ 1994–2015: WTB 2015–2022: HEM seit 2022: Museumseisenbahn Hanau | 2 × KHD 145 PS 2× KHD 155 PS                                    | (1A)(A1)                   | | Ja (Stand 2022)        |
| VT60 TWE                                                          | 23495         | 1952    | 1952–1969: TWE | 2 × KHD 145 PS                                                  | (1A)(A1)                   | 1966 nach Unfall abgestellt 1969 zerlegt | Nein                   |
| T64 MB VT114 SWEG VT114 ESG VT114 WEG                             | 23497         | 1952    | 1952–1969: MB 1969–1998: SWEG 1998–2004: ESG                                                                                            | 2 × KHD 145 PS                                                  | (1A)(A1)                   | 1998–2000: an WEG vermietet 1999 nach Unfall abgestellt ca. 2004 zerlegt                                                                       | Nein                   |
| VT104 DEBG VT104 SWEG VT104 VBK VT104 DBK                         | 23498         | 1952    | 1952–1963: DEBG 1963–2000: SWEG 2000–2009: VBK 2009–2013: DBK seit 2013: privat seit 2018 im Eisenbahnmuseum Dieringhausen ausgestellt  | 2× KHD 145 PS 2× KHD 190 PS                                     | (1A)(A1)                   | In Aufarbeitung (Stand 2019) | Ja (Stand 2019)        |
| VT103 DEBG VT103 SWEG VT103 FFF VT103 CLB                         | 23499         | 1952    | 1952–1963: DEBG 1963–1994: SWEG 1994–2005: FFF 2005–Jetzt: CLB                                                                          | 2× KHD 145 PS                                                   | (1A)(A1)                   | | Ja (Stand 2022)        |
| VT102 DEBG VT102 SWEG                                             | 23500         | 1952    | 1952–1963: DEBG 1963–1998: SWEG | 2× KHD 145 PS                                                   | (1A)(A1)                   | 1992 abgestellt | Nein                   |
| VT62 HPKE T62 TWE VS230 WEG T62 VBV                               | 23504         | 1952    | 1952–1967: HPKE 1967–1986: TWE 1986–1999: WEG 1999–2015: Brücke e. V. seit 2015: VBV                                                    | 2 × KHD 145 PS -Ohne- 1× Büssing 210 PS aus VT403?              | (1A)(A1) 2’2’ (1A)(2) ?    | 1986–1989 Umbau in Steuerwagen; 2004 Rückbau in Triebwagen                                                                                     | Ja (Stand 2020)        |
| T63 MB VT113 SWEG                                                 | 23550         | 1952    | 1952–1969: MB 1969–1976: SWEG | 2 × KHD 145 PS                                                  | (1A)(A1)                   | Nach Unfall verschrottet | Nein                   |
| VT8 AKN VT109 DEBG VT109 SWEG VB238 SWEG B239 ESG VT109 KTB       | 23778         | 1955    | 1955–1961: AKN 1961–1963: DEBG 1963–1999: SWEG 1999–200?: ESG 200?: IGEBA seit 14.12.2024: KTB                                          |                                                                 | (1A)(A1) 2’2’              | 1983: Umbau in Beiwagen; 2024: zurück zur Kandertalbahn, hier soll eine äußerliche Aufarbeitung stattfinden, später Aufarbeitung zum Beiwagen. | Ja                     |
| VS1 AKN VS1 TAG VS166 FKE VB166 KVG VS240 WEG VS240 DBK VS240 ESG | 23779         | 1955    | 1955–1963: AKN 1963–1967: TAG 1967–1974: FKE 1974–1988: KVG 1988–2004: WEG 2004: DBK 2004: ESG                                          | ohne                                                            | 2’2’                       | 1974: Ausbau Steuerstand 1993: Wiedereinbau Steuerstand                                                                                        | Ja (Stand 2018)        |
| VS2 AKN VS225 SWEG VB225 ESG                                      | 23780         | 1955    | 1955–1963: AKN 1963–1999: SWEG 1999: ESG                                                                                                | ohne                                                            | 2’2’                       | 1981: Umbau in Beiwagen | Ja                     |
| T2 KND T2 DEV                                                     | 24846         | 1956    | 1956–1992: KND seit 1992: DEV | 2× KHD 145 PS                                                   | (1A)(A1)                   | | ja                     |
| VB222 DEBG VB222 SWEG VB478 AVG TA4 DEV                           | 24905         | 1957    | 1957–1963: DEBG 1963–1994: SWEG 1994–1997: AVG seit 1997: DEV                                                                           | ohne                                                            | 2’2’                       | | ja                     |
| Zweite Serie                                                      |               |         | |                                                                 |                            | |                        |
| VT101 FKE VT19 WNG VT405 WNB VT405 WEG VT405 KML                  | 24999         | 1958    | 1958–1975: FKE 1975–1984: WEG 1984–2000: ENAG seit 2000: KML                                                                            | 2 × 275 PS                                                      | B’B’                       | | ja                     |
| VT102 FKE VT406 WEG VT1 ENAG VT406 KML                            | 25000         | 1959    | 1959–1989: FKE 1989–1993: WEG 1993–1996: ENAG 1996–2023: KML seit 2023: NTN                                                             | 2 × 275 PS                                                      | B’B’                       | | ja                     |
| VT103 FKE VT103 KNE VT408 WEG VT3 ENAG VT408 KML                  | 25001         | 1959    | 1959–1989: FKE 1974–1976: KN 1976–1989: FKE 1989–1993: WEG 1993–1997: ENAG seit 1997: KML                                               | 2 × 275 PS                                                      | B’B’                       | | ja                     |
| VS201 FKE                                                         | 25002         | 1959    | 1959–1989: FKE 1989–1993: WEG 1993–1997: ENAG seit 1997: KML                                                                            | ohne                                                            | 2’2’                       | | ja, schlechter Zustand |
| VS202 FKE                                                         | 25003         | 1959    | 1959–1989: FKE 1989–1993: WEG 1993–1997: ENAG seit 1997: KML                                                                            | ohne                                                            | 2’2’                       | | ja, schlechter Zustand |
| VS203 FKE                                                         | 25004         | 1959    | 1959–1989: FKE 1989–1993: WEG 1993–1997: ENAG seit 1997: KML                                                                            | ohne                                                            | 2’2’                       | | ja, schlechter Zustand |
| VS204 FKE                                                         | 25005         | 1959    | 1959–1966: FKE | ohne                                                            | 2’2’                       | 1966: Unfall | nein                   |
| VT4 BE VT112 SWEG                                                 | 25058         | 1958    | 1958–1965: BE 1964–1998: SWEG 1998–2000: AVG 2000–2002: RAR seit 2002: ESG                                                              | 2× 220 PS                                                       | B’B’                       | | Ja (Stand 2021)        |
| VB25 BE                                                           | 25059         | 1958    | 1958–1975: BE 1975 Italien | ohne                                                            | 2’2’                       | 1975 an Soc. Veneta, Italien | ?                      |
| VB26 BE                                                           | 25620         | 1960    | 1960–1974: BE 1974: Italien | ohne                                                            | 2’2’                       | 1974 an Soc. Veneta, Italien | ?                      |
| VT104 FKE VT407 WEG VT2 ENAG VT407 KML                            | 25628         | 1961    | 1961–1989: FKE 1989–1993: WEG 1993–1997: ENAG seit 1997: KML                                                                            | 2× 300 PS                                                       | B’B’                       | | ja                     |

## Konstruktive Merkmale
Die Fahrzeuge wiesen herkömmliche Zug- und Stoßeinrichtungen (Schraubenkupplungen und Puffer) auf, gegebenenfalls konnten die Triebwagen wie Schlepptriebwagen auch Güterwagen mitführen. Die Wagenkästen waren aus Profilen und Blechen geschweißt.
Zwischen den Abteilen waren jeweils zwei Doppeltüren angebracht, wobei der Anschlag meist mittig des Einstieges war, nicht an den Außenseiten. Einige Triebwagen hatten an einem Ende hinter dem Führerstand auch ein Gepäckabteil mit separater Doppeltür. Die Triebwagen hatten anfangs drei gleich große Stirnfenster, ab 1954 zwei Stirnfenster. Die Führerräume waren durch eine Zwischenwand von den Abteilen abgetrennt, die im oberen Teil verglast war. Einige Triebwagen hatten eine Toilette. In der Regel waren die Fenster als Senkfenster mit Metallrahmen ausgeführt. Die ersten Fahrzeuge wurden teilweise auch mit Holzlattenbänken ausgeliefert, später waren gepolsterte Sitze die Regel. Die Sitzteilung war 2+2 in der ersten und 3+2 in der 2. Klasse.
Die meisten Fahrzeuge waren zweimotorig, die jeweils innere Achse des Drehgestells wurde über Flüssigkeitskupplung, Getriebe und Wendegetriebe angetrieben. Bei zwei Triebwagen der ersten Serie und allen Triebwagen der zweiten Serie wurden alle Achsen angetrieben.
Sieben Triebwagen waren einmotorig, der Motor wirkte über Gelenkwellen und ein Voith-Getriebe auf beide Achsen des einen Drehgestells. Die Motoren waren bis auf den Triebwagen der ersten Serie der BE unterflur angebracht.
Die meisten Triebwagen waren bei Auslieferung creme-rot lackiert, es gab aber auch Triebwagen in creme-blau. Die Triebwagen der ersten Serie hatten bei Auslieferung auch eine umlaufende Leiste unter den Fenstern. Später wurden die Triebwagen in den jeweiligen Bahnfarben lackiert.

### Bentheimer Eisenbahn
Die Fahrzeuge der Bentheimer Eisenbahn der ersten Serie unterschieden sich von dem Rest der Serie. Sie hatten Stirntüren mit einem Übergangsblech, diese wurden Ende der 1950er Jahre zugesetzt, und später durch ein schmales mittleres Stirnfenster ersetzt. Dafür hatten diese Triebwagen an den Einstiegen nur eine einflügelige Drehschwingtür. Der Motor bei den einmotorigen Triebwagen war auf dem Drehgestell aufgebaut, das daher verstärkt war und einen Radstand von 3,6 Metern aufwies; der Motor ragte in den Aufbau zwischen Führerstand und Gepäckabteil hinein. Die Triebwagen verfügten auch über einen ölgefeuerten Heizkessel für die Zugheizung, der im Gepäckraum untergebracht war. So konnten normale Personenwagen (u. a. Kurswagen der DB) mitgeführt werden. Sie hatten Motoren mit 294 kW (400 PS) von Mercedes-Benz vom Typ MB 836 Ab. die Triebwagen hatten zwei Abteile 2. Klasse und sechs Abteile 3. Klasse, die Beiwagen nur 3. Klasse. Der Triebwagen und die beiden Beiwagen der zweiten Serie entsprachen der Serienausführung, der Triebwagen hatte zwei 220-PS-Motoren (162 kW). Der Beiwagen VB 21 (erste Serie) wurde später zu einem Steuerwagen umgebaut.

## Betriebsfähige Exemplare
Zehn Esslinger Triebwagen sind noch erhalten, außerdem zwei Beiwagen und zwei Steuerwagen:
Ein Triebwagen der ersten Serie (ehemals Kleinbahn Niebüll–Dagebüll) sowie ein Beiwagen (ehemals Deutsche Eisenbahn-Betriebsgesellschaft) wird beim Deutschen Eisenbahn-Verein eingesetzt.
Die Kreisbahn Mansfelder Land setzte drei, bis 2004 vier, modernisierte Esslinger Triebwagen (der zweiten Serie) im Gelegenheitsverkehr auf der Wipperliese ein.
Die als Museumsbahn betriebene Lokalbahn Endorf–Obing (LEO) setzte im Sommerhalbjahr bis 2014 regelmäßig an allen Sonn- und Feiertagen den VT 103 (erste Serie) ein, er ist wegen abgelaufener Hauptuntersuchung abgestellt (2018), wird aber wieder aufgebaut.
Die Albtal-Verkehrs-Gesellschaft setzte ein Fahrzeug der zweiten Serie auf dem Felsenlandexpress zwischen Karlsruhe und Bundenthal-Rumbach ein. Das Fahrzeug wurde im August 2017 mit Motorschaden abgestellt. Es wird nicht mehr repariert, sondern in ein Hotel integriert.
Außerdem hat die Regentalbahn AG noch zwei Fahrzeuge der ersten Serie (VT + VS) im Bestand, mit denen der Verein Wanderbahn im Regental Ausflugsfahrten auf der Bahnstrecke Gotteszell–Viechtach anbietet. Aufgrund der Aufnahme des regulären Betriebs auf dieser Strecke verkehren diese Züge seit 2017 in gemischter Traktion mit einem Regio-Shuttle.
Der ehemalige VT 61 der Rinteln-Stadthagener Eisenbahn wird bei der Historischen Eisenbahn Mannheim wieder aufgearbeitet, nachdem er bis 2015 bei der Wutachtalbahn im Einsatz und zuletzt abgestellt war. Seit 2022 befindet er sich im Bahnbetriebswerk Hanau.
VT 104 der DEBG, der bis in das Jahr 2000 bei der SWEG im Einsatz war, stand von 2007 bis 2009 in Freiburg und von 2009 bis 2018 in Crailsheim abgestellt. Seit Oktober 2018 beherbergt das Eisenbahnmuseum Dieringhausen dieses Fahrzeug und versetzt es in den Ursprungszustand. Er soll im Farbkleid der ehemaligen OVAG an den Betrieb des T33 auf der Kleinbahn Bielstein–Waldbröl erinnern. Da diese Strecke allerdings stillgelegt und abgebaut ist, wird ein Betrieb auf dem Wiehltalbahn, ergänzend zum Betrieb des "Bergischen Löwen", angestrebt.

## Bildergalerie

Esslinger verschiedener Unternehmen
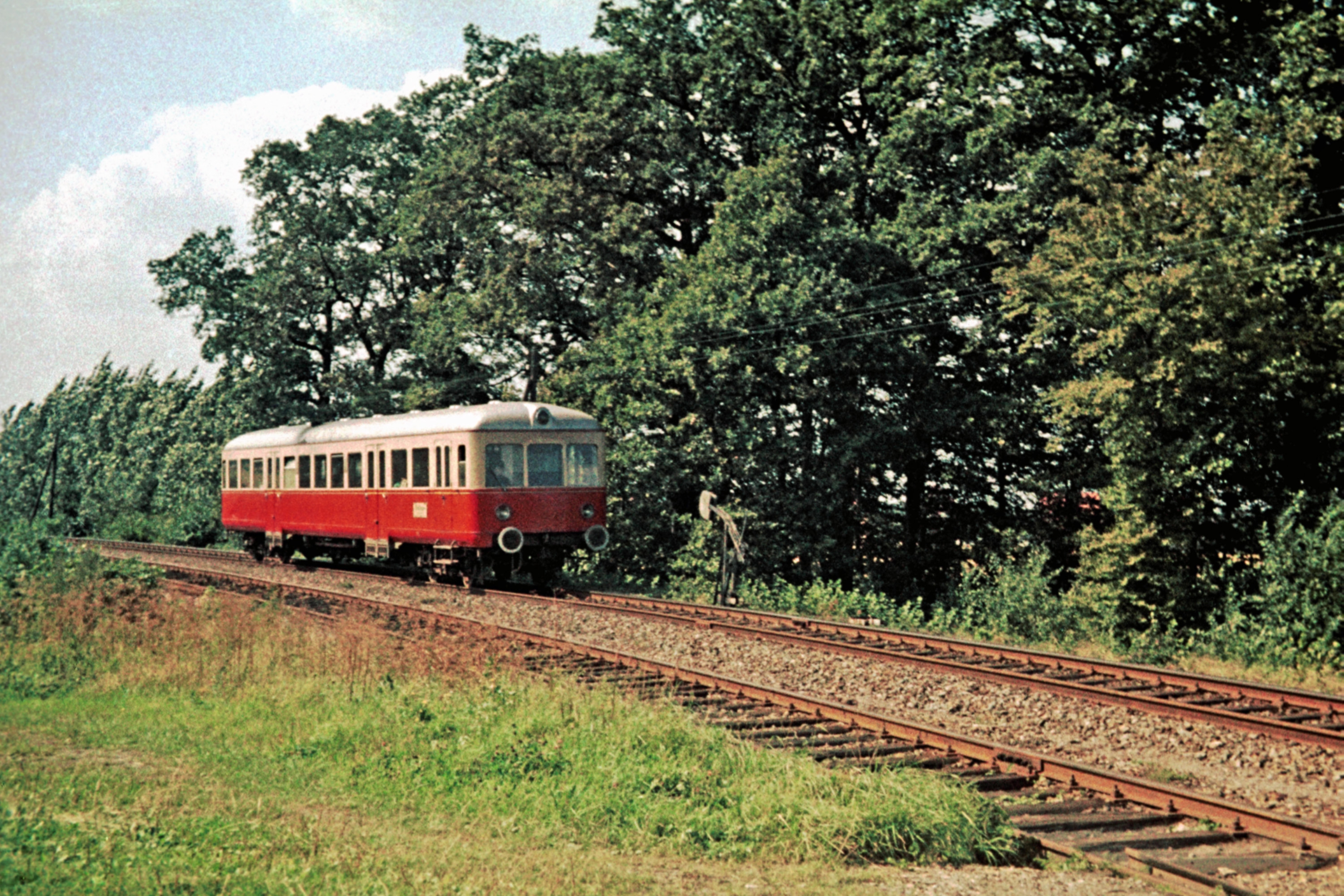
VT 61 der RStE in Nienstädt (1964)
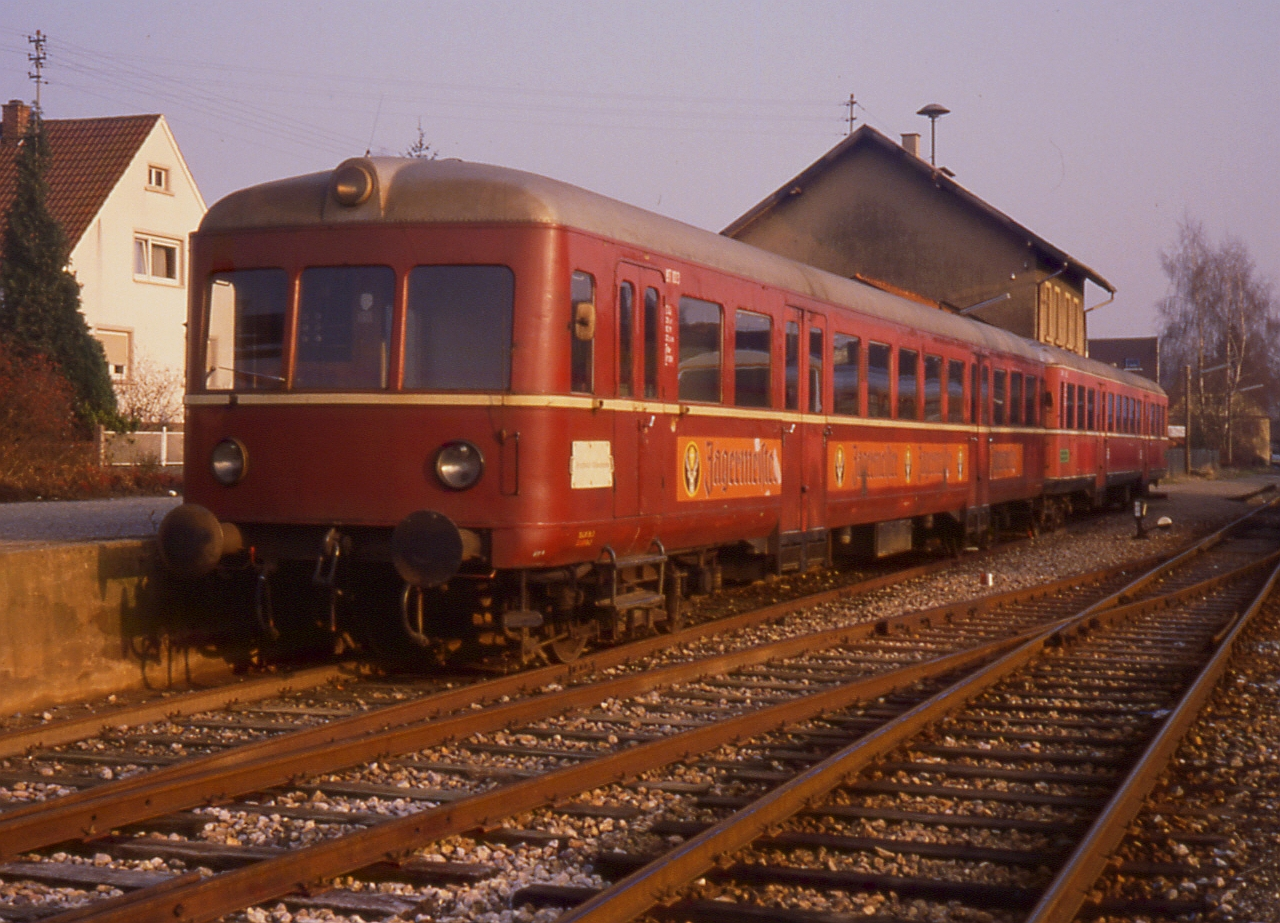
VT 103 der SWEG im Bahnhof Odenheim (1990)
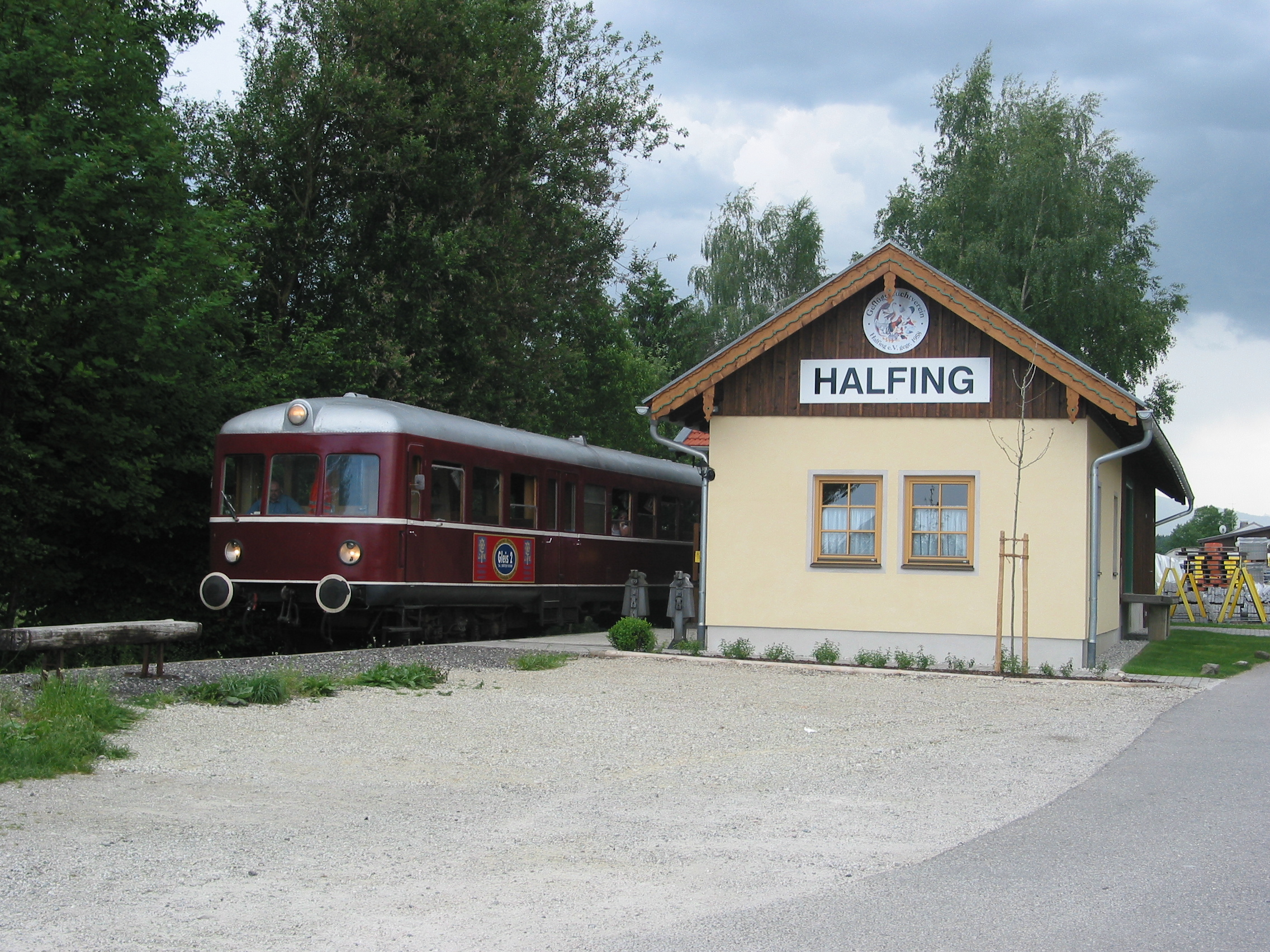
VT 103 der Lokalbahn Endorf–Obing in Halfing (2007)
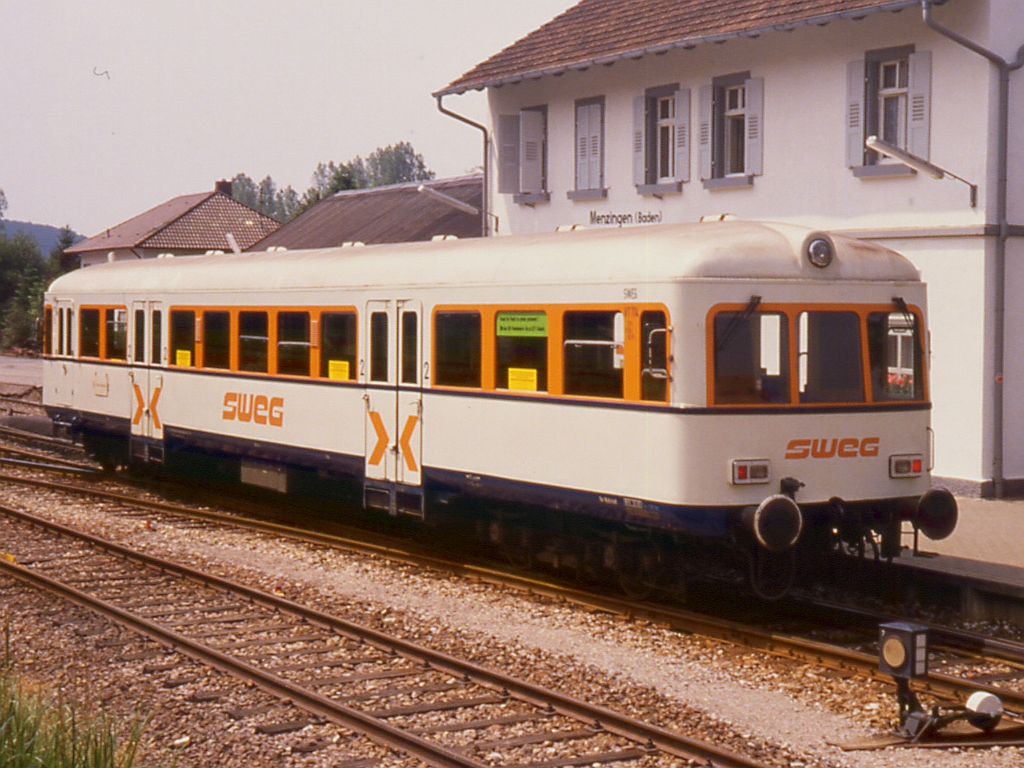
VT 114 der SWEG im Bahnhof Menzingen (1989)
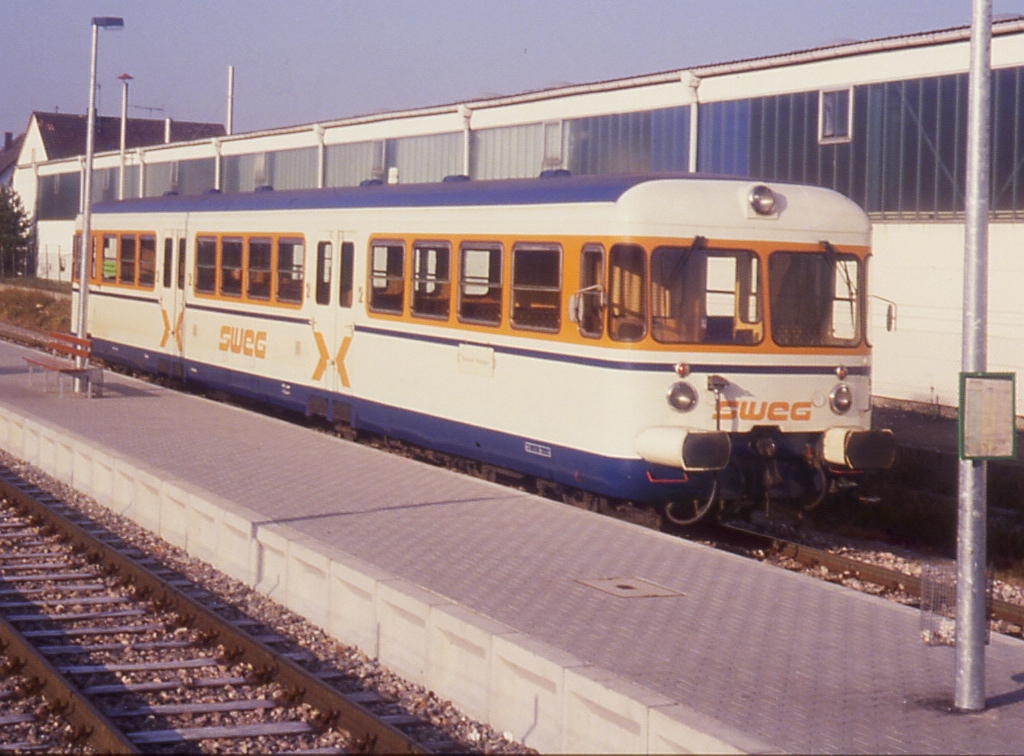
VT 112 der SWEG im Bahnhof Münzesheim (1992)
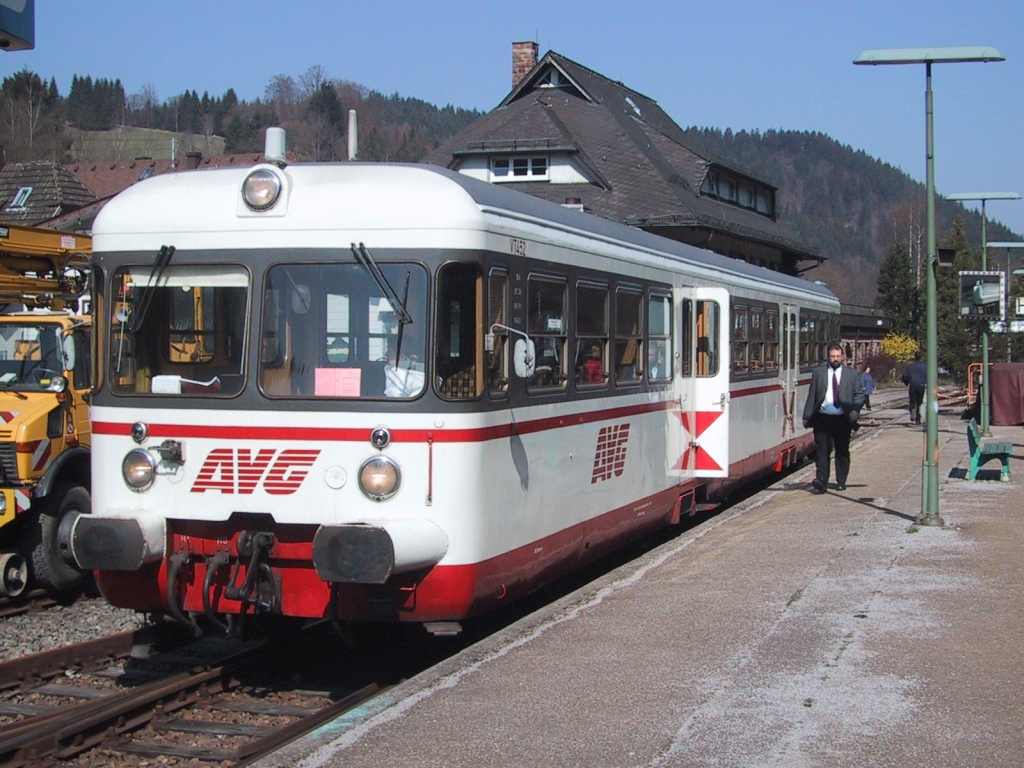
VT 452 der AVG auf der Murgtalbahn (2002)
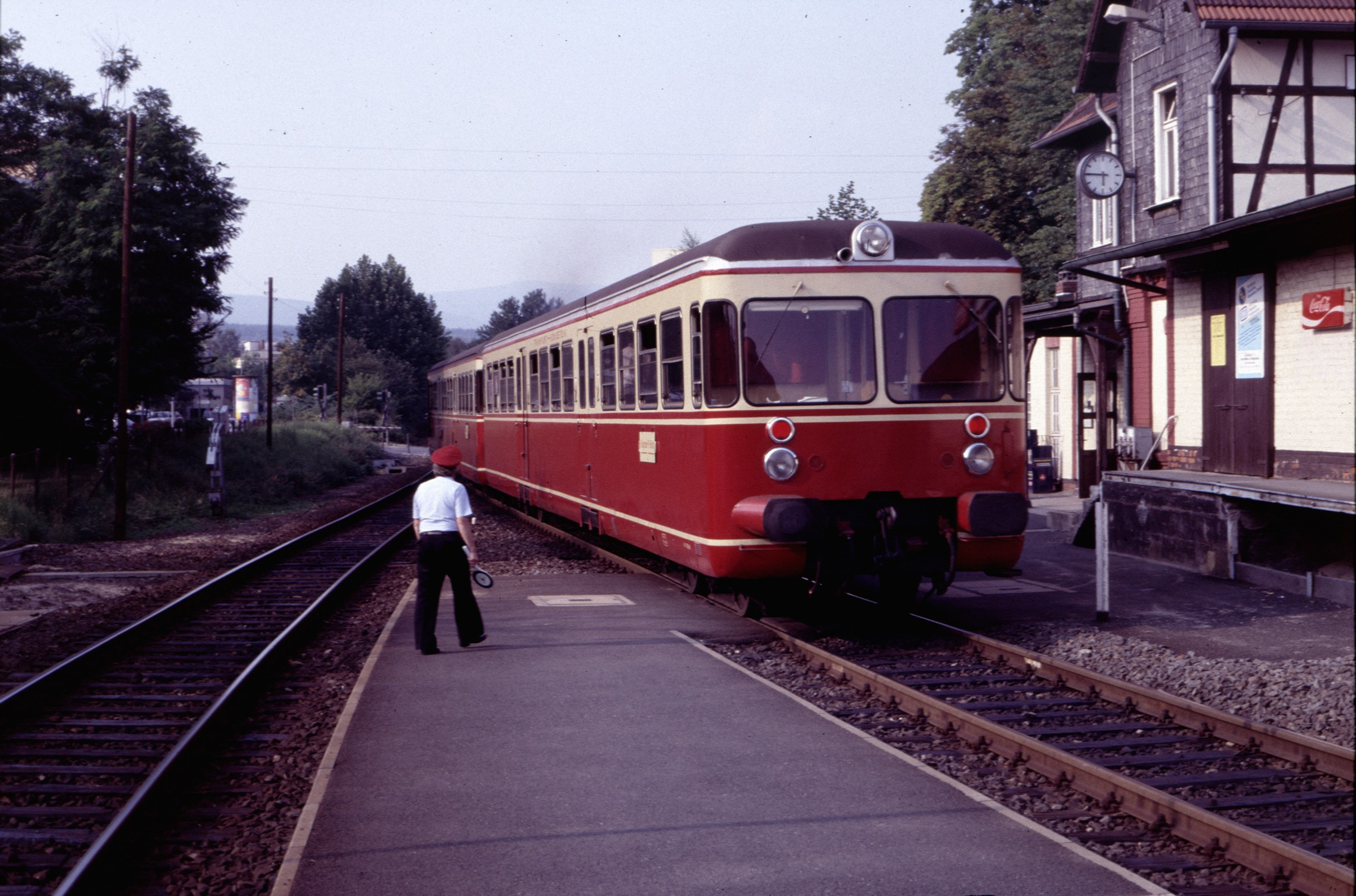
Esslinger Triebwagen der Frankfurt-Königsteiner Eisenbahn in Kelkheim (1984)
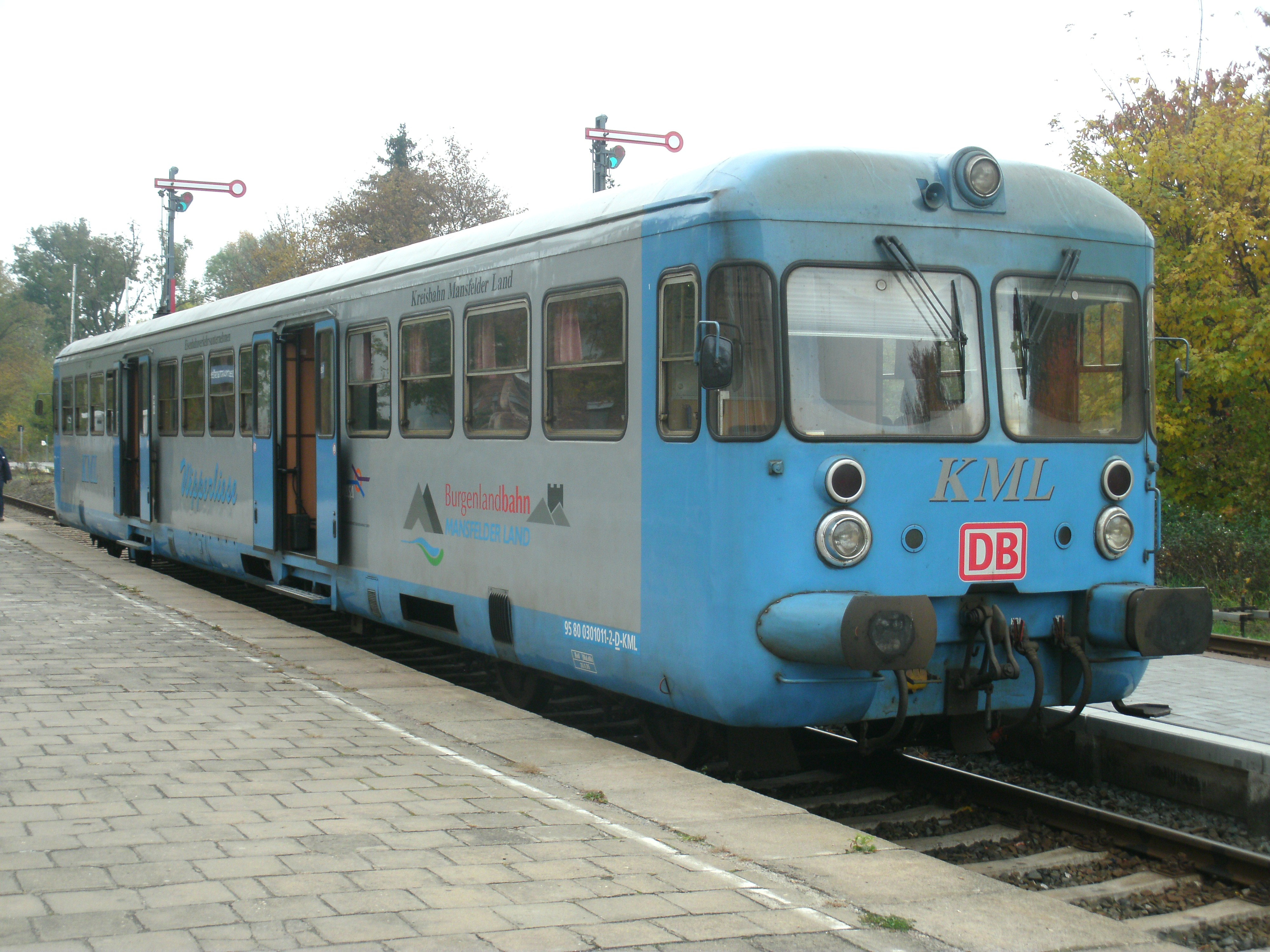
VT 407 auf der Wipperliese im Bahnhof Klostermansfeld
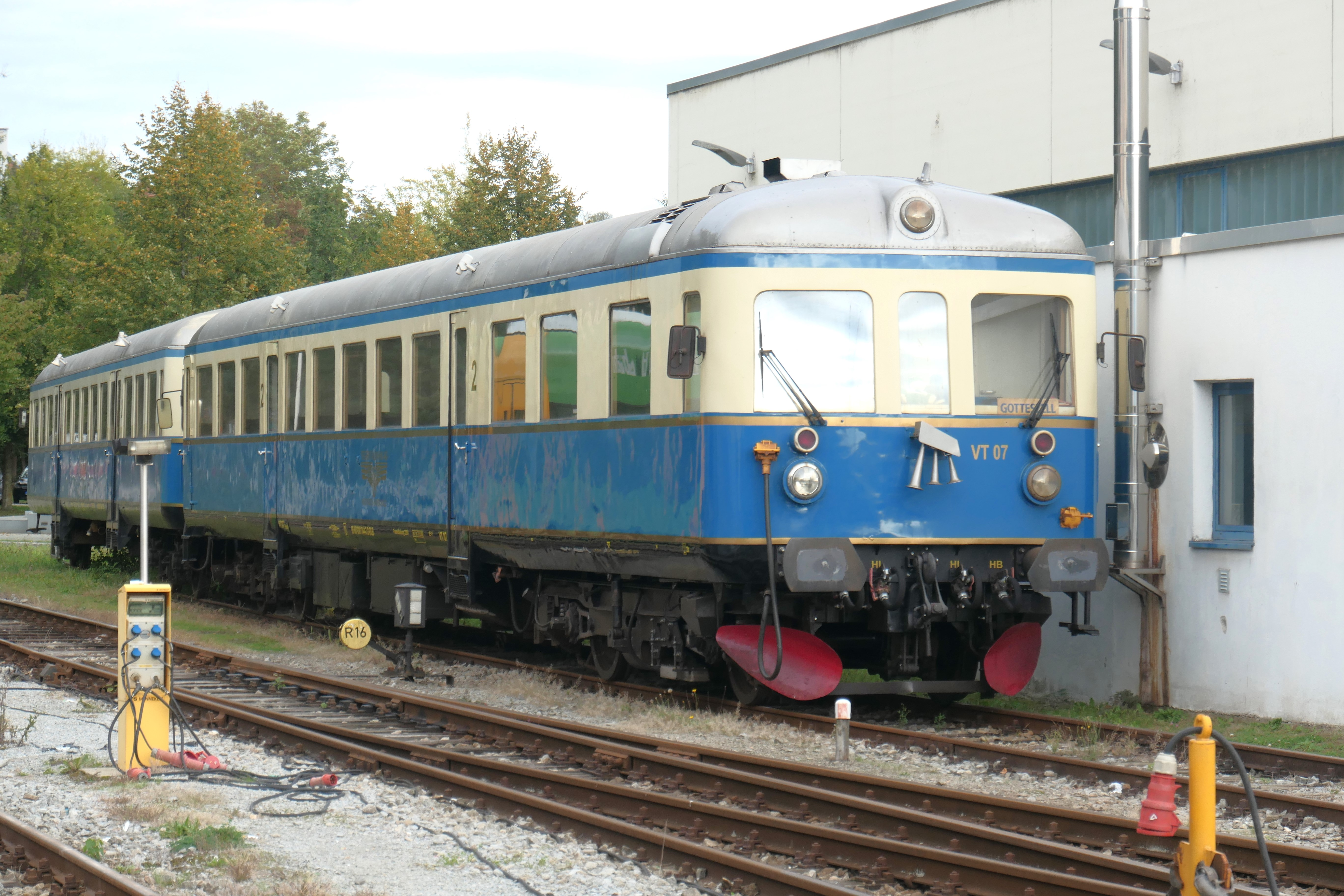
RAG VT 07 als Wanderbahn im Regental im Bahnhof Viechtach